# Convenevole de Prato
 (avril 2022).
La mise en forme du texte ne suit pas les recommandations de Wikipédia : il faut le « wikifier ».
Les points d'amélioration suivants sont les cas les plus fréquents. Le détail des points à revoir est peut-être précisé sur la page de discussion.
- Les titres sont pré-formatés par le logiciel. Ils ne sont ni en capitales, ni en gras.
- Le texte ne doit pas être écrit en capitales (les noms de famille non plus), ni en gras, ni en italique, ni en « petit »…
- Le gras n'est utilisé que pour surligner le titre de l'article dans l'introduction, une seule fois.
- L'italique est rarement utilisé : mots en langue étrangère, titres d'œuvres, noms de bateaux, etc.
- Les citations ne sont pas en italique mais en corps de texte normal. Elles sont entourées par des guillemets français : « et ».
- Les listes à puces sont à éviter, des paragraphes rédigés étant largement préférés. Les tableaux sont à réserver à la présentation de données structurées (résultats, etc.).
- Les appels de note de bas de page (petits chiffres en exposant, introduits par l'outil «  Source ») sont à placer entre la fin de phrase et le point final[comme ça].
- Les liens internes (vers d'autres articles de Wikipédia) sont à choisir avec parcimonie. Créez des liens vers des articles approfondissant le sujet. Les termes génériques sans rapport avec le sujet sont à éviter, ainsi que les répétitions de liens vers un même terme.
- Les liens externes sont à placer uniquement dans une section « Liens externes », à la fin de l'article. Ces liens sont à choisir avec parcimonie suivant les règles définies. Si un lien sert de source à l'article, son insertion dans le texte est à faire par les notes de bas de page.
- La présentation des références doit suivre les conventions bibliographiques. Il est recommandé d'utiliser les modèles {{Ouvrage}}, {{Chapitre}}, {{Article}}, {{Lien web}} et/ou {{Bibliographie}}. Le mode d'édition visuel peut mettre en forme automatiquement les références.
- Insérer une infobox (cadre d'informations à droite) n'est pas obligatoire pour parachever la mise en page.

Pour une aide détaillée, merci de consulter Aide:Wikification.
Si vous pensez que ces points ont été résolus, vous pouvez retirer ce bandeau et améliorer la mise en forme d'un autre article.
 (septembre 2024).

Région de Toscane en Italie.

Convenevole de Prato est, comme son titre peut l’indiquer, né entre 1270 et 1275 dans la ville de Prato qui se situe en Toscane. Il est un notaire ainsi qu’un professeur de différentes disciplines : la grammaire, la rhétorique ainsi que la dialectique. Dans cette carrière de professeur, il sera notamment le professeur et mentor du philosophe et poète Francesco Petrarca, le précurseur du mouvement humaniste et personnage important de la littérature italienne. Son œuvre majeure durant sa carrière est nommée « Carmina Regia ». Il mourra à un âge avancé en 1338.

## Vie de Convenevole de Prato

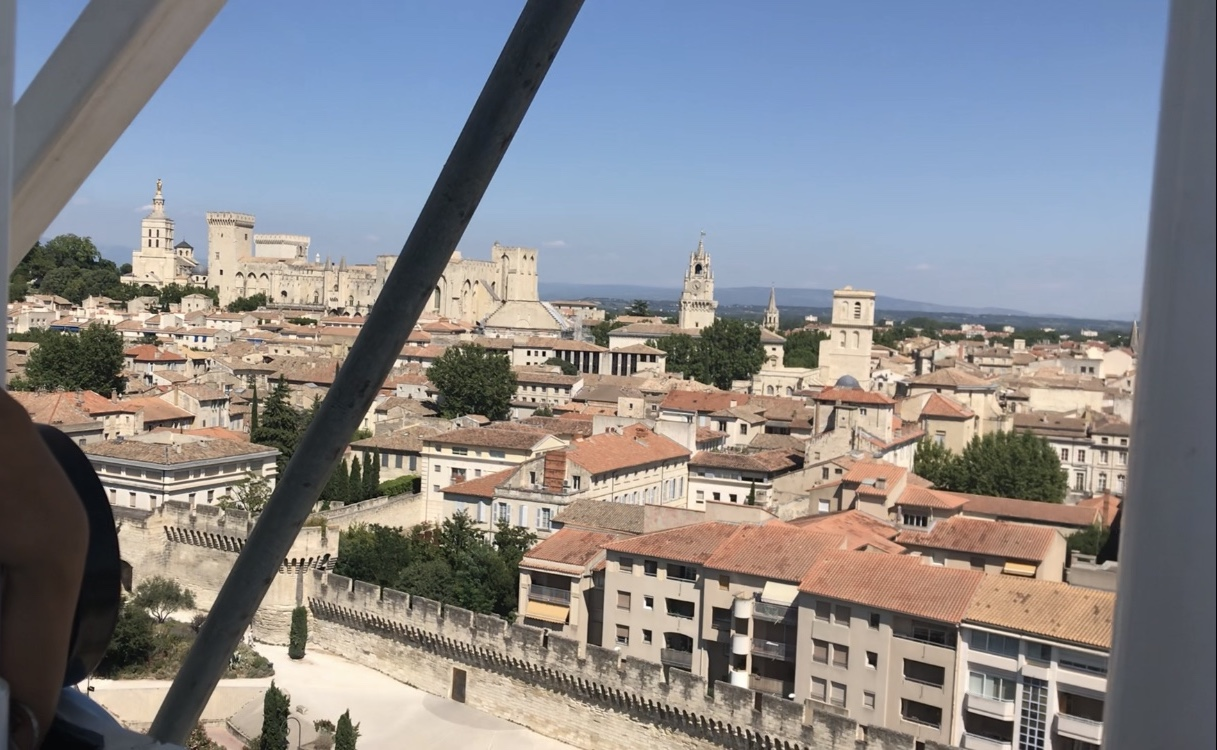
Ville d'Avignon, France.

Convenevole de Prato est un Italien né en Toscane, à Prato, plus précisément à Porta Curtis, entre 1270 et 1275. Il est difficile de déterminer à quelle année celui-ci est né, mais il nous est possible de le deviner à l’aide de plusieurs documents administratifs de la ville de Prato notamment avec le document qui affirme son entrée dans la classe cléricale ou encore dans un document où il sera inculpé pour menace par un certain Tano en 1305 avec son frère. Un autre élément qui laisse à croire que Convenevole avait un âge avancé à sa mort vient des écrits de son apprenti Pétrarque qui écrira à propos de son maître des lignes qui mettent en valeur le fait qu'il a enseigné pendant très longtemps, par exemple : « Sexaginta totos, ut fame erat, annos scholas rexit » ce qui voudrait dire que le professeur de Prato aurait dirigé les écoles pendant soixante ans.
En ce qui est de la famille de Convenevole de Prato, on sait que son père est un notaire appelé Acconcio di Ricovero et son oncle est Convenevole di Gualfreduccio, qui est avocat et juriste. Son frère, Filippo Lippo, quant à lui, est un notaire qui est un peu plus vieux que Convenevole de Prato. Certains éléments sont récurrents dans la famille: la profession de notaire est très populaire. En effet, cette famille est une famille qui fait partie de la petite bourgeoisie et la profession de notaire était une tradition chez eux. D’ailleurs, c’est un trait qui est commun pour les Toscans d’avoir un penchant pour la grammaire et le notariat à l’époque.
Les traces de Convenevole de Prato réapparaissent dans les sources historiographiques en novembre 1306, où il se retirera dans la ville de Pise. C’est à ce moment que Convenevole de Prato rencontrera un jeune Francesco Pétrarque, qui restera dans la ville de 1311 à 1312 et lui enseignera la « Primas letras » et à la suite de cela, on ne retrouvera la trace de Convenevole de Prato qu’en 1317 à Avignon. Il fait partie d’un mouvement d’exilés intellectuels et professionnels qui se déplace vers la ville pour se retrouver sous les hauts dignitaires ecclésiastiques. Peu de temps après, son frère (Filippo) le rejoindra dans la ville lui aussi en recherche d’un avenir meilleur pour sa carrière professionnelle en tant que notaire. Cependant, Convenevole ne fait pas comme son frère et plusieurs autres professionnels qui viennent à Avignon : il n’a pas comme principale profession et occupation la pratique de notaire comme dans le passé à Prato ou Pise. Convenevole se voit passer la majorité de son temps à exercer la pratique d’enseignant. Bien qu’il lui arrive de pratiquer de temps en temps sa profession de notaire, cela n’est qu’occasionnel. Avant ce séjour à Avignon, il retrouvera son élève Francesco Pétrarque et continuera à lui enseigner pendant quatre ans (de 1312 à 1316) à Carpentras où il s’y installera momentanément avec sa famille.
En 1337, Convenevole de Prato part d’Avignon en même temps que de nombreux exilés de France vers l’Italie. Il retourne chez lui vers la Toscane où attend un nouveau chapitre de sa vie. Des traces écrites de l’époque affirme que le « magister » est présent à Prato et choisissent Convenevole pour devenir le professeur de grammaire à l’académie parmi tous les plus sages. Convenevole de Prato se voit conférer un nouvel honneur auquel il n’a jamais fait face de toute sa carrière : il est un professeur officiel de Prato désormais et il enseigne la rhétorique. Ses nouvelles fonctions s’étalent sur un contrat de quatre ans qui devraient aller jusqu’en 1343 avec une paie conséquente (ce qui fait changement à ses années de pauvreté à enseigner à Avignon et Pise). Son contrat s’arrêtera en décembre 1337 alors qu’on place sa mort au début de l’an 1338. Il serait alors enterré sous la cathédrale de Prato, ville natale et demeure finale du professeur et philosophe.

## Convenevole de Prato et Francesco Pétrarque

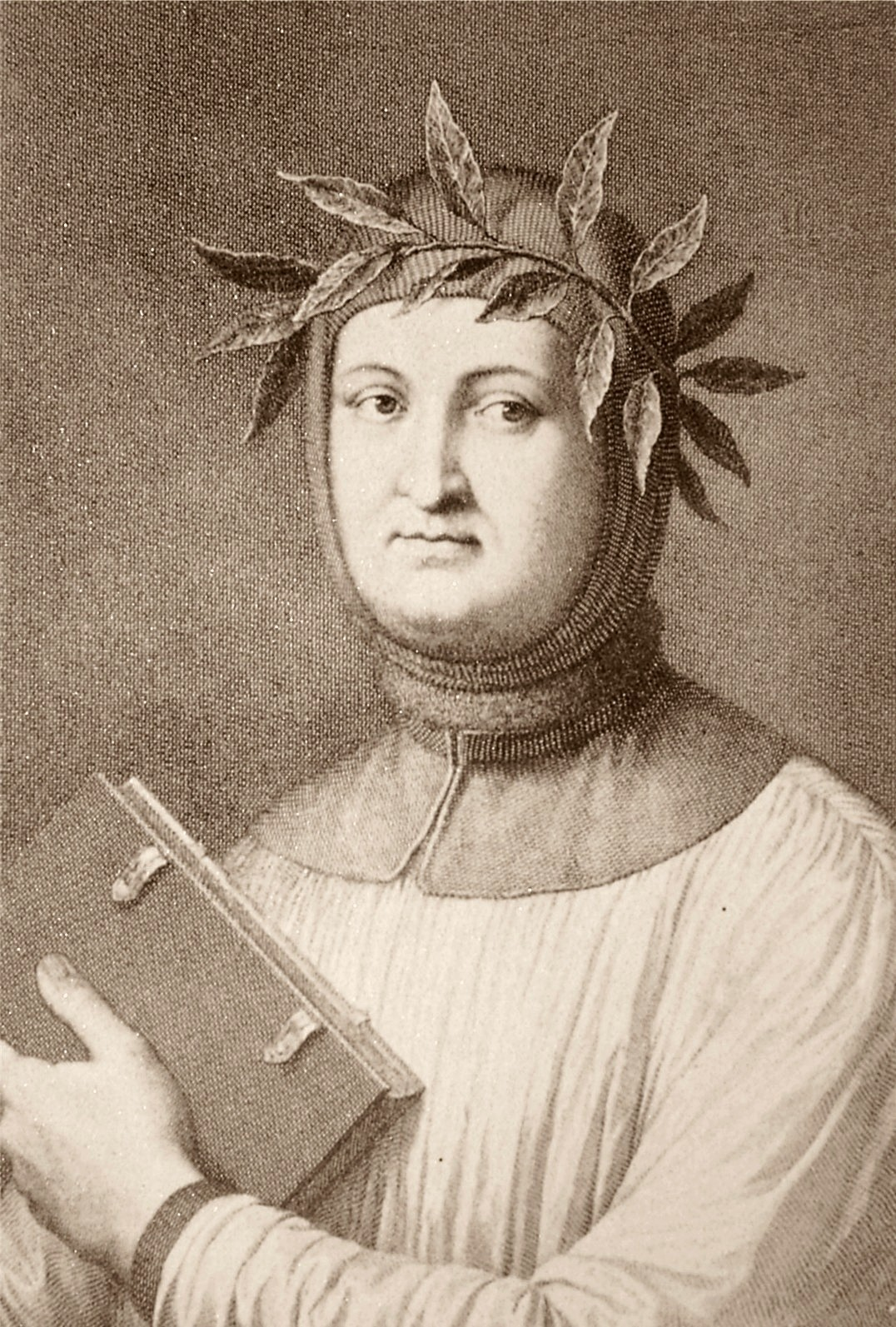
François Pétrarque

Un détail important de la vie de Convenevole de Prato est sa relation avec le philosophe et poète Francesco Pétrarque. Celui-ci est vu comme le père de l’humanisme et étant donné que Convenevole est celui qui lui a enseigné les bases de la rhétorique, on peut lui accorder un certain mérite dans la formation de ce personnage important de la philosophie du moyen âge.
La première rencontre entre ces deux personnages se déroule dans la ville de Pise alors que Convenevole de Prato est en exile de sa ville d’origine après quelques démêlés entre la justice et sa famille. Convenevole. Il rencontrera un jeune Pétrarque, seulement âgé de sept ans, et commencera à lui donner une éducation qui durera un an (de 1311 à 1312) avant que la famille du jeune élève ne quitte la ville. Bien que cette partie de son enseignement fût courte, elle ne sera pas en vain : Convenevole de Prato en tirera une forte relation avec le jeune élève et sa famille puisqu’il part en exile éventuellement vers Avignon avec le père de Pétrarque, Ser Petracco, ainsi qu’un autre artiste et philosophe de l’humanisme : Dante. Ils se recroiseront plus tard peu avant les évènements de l’exil vers la ville d’Avignon en 1317 quand Convenevole de Prato viendra dans la ville de Carpentras de 1312 à 1316 quand il sera par le père de Pétrarque qui est lui aussi un exilé italien. Celui-ci est affligé par des devoirs importants qui font en sorte qu’il part pendant de longues périodes qui l’empêchent de s’occuper lui-même de l’éducation de son fils à la maison. Il emploie donc les services de Convenevole de Prato pour parfaire l’éducation de son fils. Convenevole était proche de la famille de Pétrarque et sera le protégé du père de son élève, Ser Petracco, qui meurt en 1326. Cependant, cela n’est pas la fin puisque son fils et élève de Convenevole, Francesco Pétrarque, devient à son tour son protecteur.
L’image de la relation donnée entre l’élève et le professeur est toujours illustrée comme une relation d’un élève qui est en admiration face à son excellent maitre. On peut voir certains écrits de Pétrarque à propos de son maître donnant des louanges à l’œuvre de son maître : « These and similar things I would read, admiring not only the grammar and skillful use of words, as is customary at that age, but perceiving a hidden meaning in the words unnoticed by my fellow students or event by my teacher, learned though he was in the elements of the arts » (citation traduite par les auteurs de la source). Ces années d’éducation auront très certainement influencé les futurs œuvres et façons de faire du jeune Pétrarque. Avec tous ces compliments lancés à son maître, on ne peut s’empêcher de raconter une histoire assez particulière et célèbre qui s’est déjà déroulée entre les deux qui montrent bien à quel point Pétrarque aime son professeur malgré les erreurs qu’il pouvait commettre. Il arrivait souvent que Pétrarque, avec son immense admiration qu’il éprouvait pour son maître, l’aidât à plusieurs niveaux hors de leur relation académique comme payer des cautions, des objets ou lui prêter ou payer des livres. Un de ces livres que Pétrarque lui avait prêtés était un livre de Cicéron intitulé « duo Ciceronis volumina » qu’il s’était fait offrir par Raimondo Soranzo. Ce livre, d’une grande rareté, fut prêté à son maître, car celui-ci en aurait eu besoin pour écrire un de ses livres. Convenevole de Prato finit par perdre le livre au grand malheur de son apprenti qui malgré tout lui offrira de payer les frais du livre perdu. Convenevole n’a jamais accepté cette offre par fierté malgré le fait qu’il n’avait pas assez d’argent pour pouvoir se permettre de payer. Il existe d’ailleurs un poème fait par l’Américain Gibbons Ruark qui est fait autour de cet évènement où il fabule sur la possibilité que Convenevole aurait pu vendre le livre et qu’il rêve de le retrouver pour les redonner. Leurs chemins se séparent en l’an 1336 car Convenevole de Prato avait pris la décision de partir à cause d’une pénurie d’élèves.

## Les oeuvres de Convenevole de Prato et la «Carmina Regia»

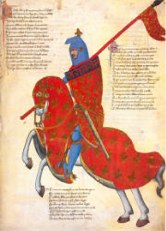
Une des pages de la Carmina Regia représentant un chevalier qui deviendra plus tard une partie des armoiries de la région de Prato.

Outre le fait d’avoir été le professeur du célèbre poète médiéval Pétrarque, Convenevole de Prato est reconnu pour l’écriture de nombreux poèmes avec une utilisation de la discipline de la grammaire impressionnante. On peut aussi le concevoir, par ses poèmes, comme étant un des précurseurs de l’humanisme Italien avec son élève Francesco Pétrarque. Ses poèmes, selon certains, peuvent être analysé de façon à percevoir son utilisation de la grammaire comme parfois incorrect, mais pour atteindre des rimes. Cependant, ses œuvres atteignent un niveau de rhétorique flamboyant et ses poèmes peuvent être caractérisés avec des tournures de phrases avec l’utilisations de certains mots de façon astucieuse.

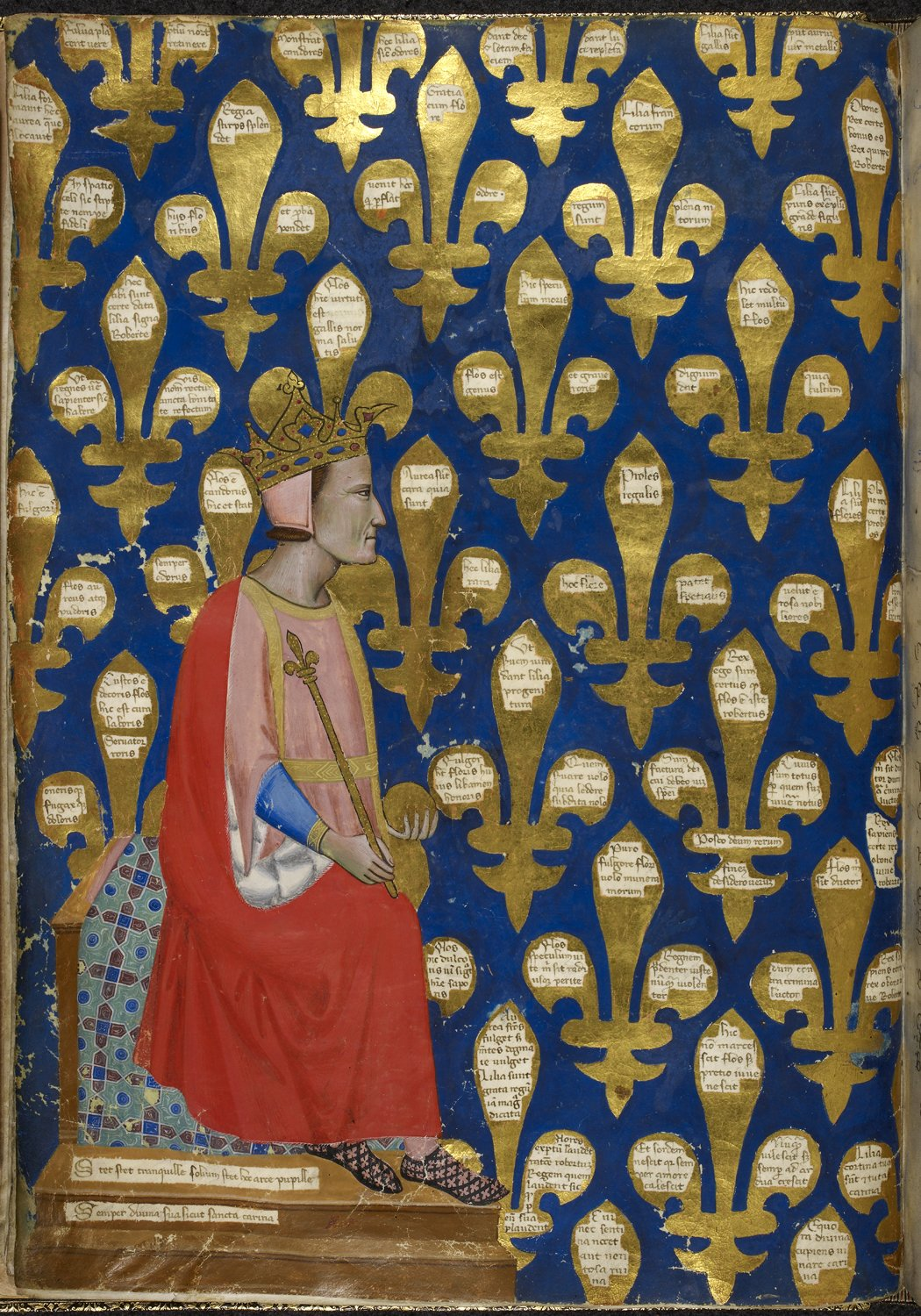
Représentation de Robert d'Anjou roi d'Anjou dans l'oeuvre Carmina Regia.

Une œuvre très importante dans l’histoire faite par Convenevole de Prato est aujourd’hui détenue par la « British Museum ». Cette œuvre est appelée la « Carmina Regia ». Cette œuvre est un morceau de l’histoire de l’Italie car elle a été commandée à Convenevole de Prato par Prato elle-même lui demandant une œuvre qui sera offerte au roi d’Anjou: Robert d’Anjou, qui représentait un espoir pour la région de Prato puisqu’une bonne partie de l’Italie était sous dominance des ennemis de Robert d’Anjou que sont les guelfes, partisans du pape qui veulent le placer sur le trône du Saint-Empire-romain-germanique. Robert d’Anjou fait partie des gibelins qui s’y opposent et sont en faveur de différentes familles germaniques. L’analyse de cette œuvre peut se voir de différents points de vue : d’un point la vision humaine prend en compte le contexte de la guerre qui pousse Convenevole à chercher l’aide d’un roi puissant et reconnu pour être lettré et en plus cela pourrait obtenir une compensation financière intéressante pour Convenevole qui, depuis longtemps dans sa vie, manquait d’argent. Dans le côté plus patriotique, on peut remarquer un véritable désir d’unification dans l’œuvre de Convenevole qui est partagé par tout Prato qui est de voir une Italie unie, ce qui serait possible par l’action de Robert d’Anjou. On peut retrouver dans l’œuvre des références à l’art classique tel un Hercule qui demande à Robert d’Anjou d’aller combattre le mal. Il peint d’ailleurs le roi comme un vaillant libérateur et unificateur puissant ce qui accentue l’emphase politique de son œuvre. L’œuvre en tant que tel correspond à de nombreuses images colorés représentants le centre des pages. Ces images sont faites par des florentins. Les textes décrivent ce que les images démontrent et le raccord entre les textes et les images crée une dynamique qui rend l’œuvre très impressionnante.